# Галас Михайло Іванович
Михайло Іванович Га́лас (нар. 3 грудня 1921, Ельвеш — пом. 13 липня 1993, Вільхівка) — український гончар; член Спілки художників СРСР з 1962 року та Спілки художників України з 1968 року; заслужений майстер народної творчості УРСР з 1975 року. Брат гончара Івана Галаса.

## Біографія
Народився 3 грудня 1921 року в селі Ельвеші (тепер село Вільхівка Хустського району Закарпатської області, Україна) у багатодітній селянській сім'ї. Закінчив чотири класи початкової школи та шість класів Вільхівської неповної середньої школи. Гончарству навчився у свого батька. 
Працював у керамічному цеху Іршавського промислового комбінату, з якого у 1982 році вийшов на пенсію. Мешкав у Вільхівці у будинку № 318. Помер у Вільхівці 13 липня 1993 року, де і похований.

## Творчість
Створював декоративний і декоративно-ужитковий посуд, який прикрашав рослинним та геометричним орнаментами, виконаними підполивним розписом із використанням техніки «урізу». Серед робіт довжанки, корчажки, ковшики, скарбнички, свистунці, декоративні тарелі, вази, глечики, сувеніри.
Брав участь у всеукраїнських виставках з 1957 року, всесоюзних і зарубіжних з 1968 року. Отримав золоті медалі міжнарнордної мистецької виставки у Монреалі (Канада, 1968) та Республіканського фестивалю художньої творчості (Київ, 1977).
Твори зберігаються в Національному музеї українського народного декоративного мистецтва, Коломийському музеї народного мистецтвава Гуцульщини та Покуття, Меморіальному садибі-музеї Галасів у Вільхівці.

## Вшанування
- На Кіностудії імені Олександра Довженка про творчість Михайла Галаса знято стрічки «Круг» та «Вільхівські гончарі»;
- У 2001 році на будинку, де жив і працював майстер, встановлено меморіальну дошку.